# گورستان گوتینگن

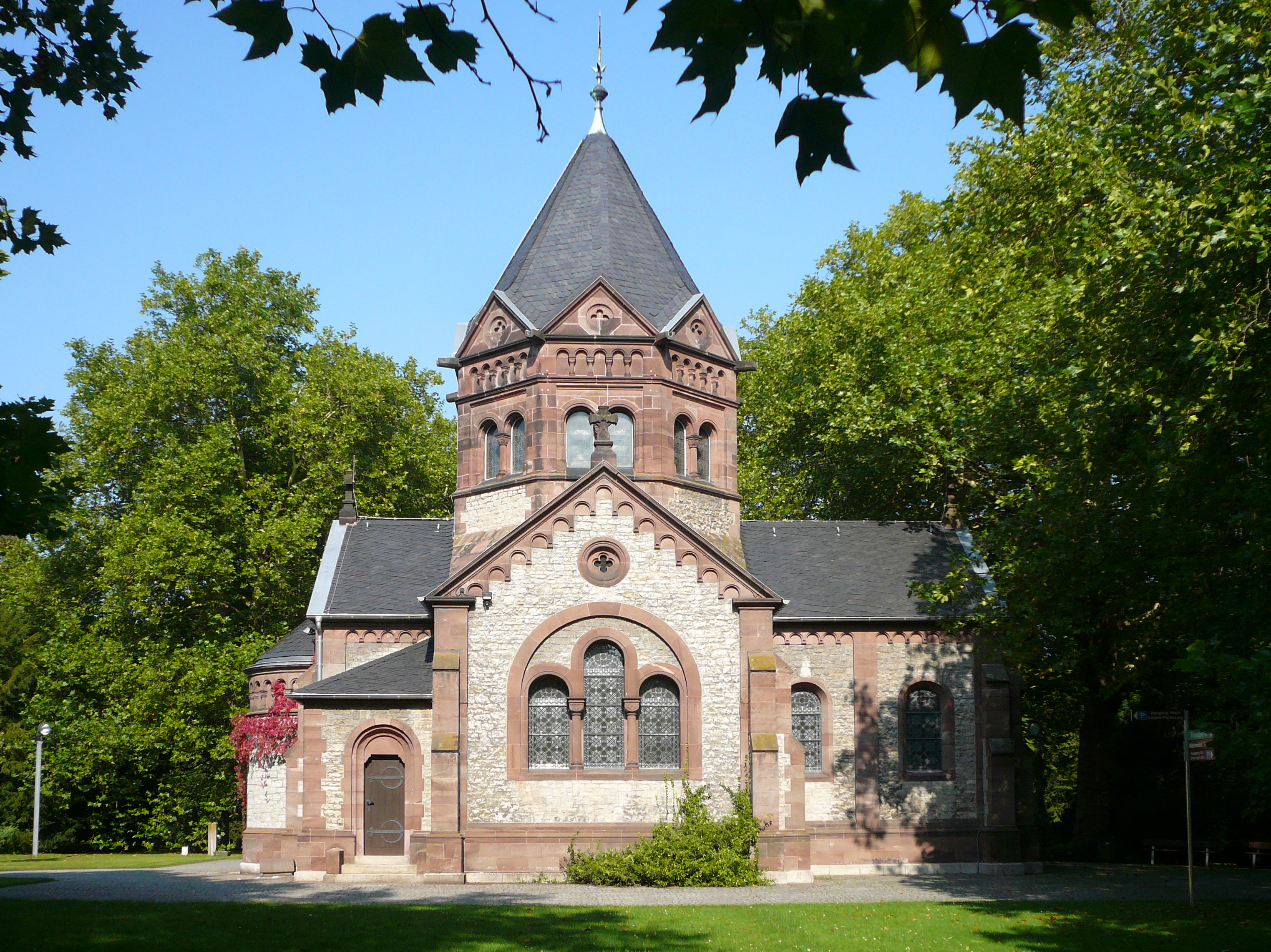
کلیسای گورستان گوتینگن

گورستان گوتینگن (به آلمانی: Stadtfriedhof) نام گورستانی در شهر گوتینگن است که قبور دانشمندان زیادی در آن قرار دارد. این گورستان میزبان مقبرهٔ ۸ برندهٔ جایزه نوبل است: ماکس برن، اتو هان، ماکس فون لائو، والتر نرنست، ماکس پلانک، اوتو والاخ، آدولف وینداوس، ریچارد ژیگموندی و مانفرد آیگن.

## موقعیت و تاریخچه
این گورستان در حاشیهٔ غربی شهر گوتینگن واقع شده‌است. این سایت دارای مساحتی در حدود ۳۶ جریب فرنگی (۱۵ هکتار) است، که در آن حدود ۶۰٫۰۰۰ قبر وجود دارد.
با توجه به افزایش جمعیت گوتینگن در سال ۱۸۷۹، شهردار این شهر، گئورگ مرکل تصمیم به ایجاد یک قبرستان جدید در محدودهٔ شهر در گرونه گرفت. بخش اول که مساحتی به مساحت ۷٫۵ جریب فرنگی (۳٫۰ هکتار) را پوشش می‌داد، در دسامبر ۱۸۸۱ افتتاح شد و جایگزین Albanifriedhof به عنوان محل دفن شد. کلیسای گورستان توسط هاینریش گربر در طول اولین گسترش گورستان در اواخر قرن جدید طراحی شد. این اولین مورد از پنج توسعه‌ای بود که آخرین آن در سال ۱۹۶۳ انجام گرفت. در سال ۱۹۷۵ محل دفن شهر به پارکفریدوف یونکربرگ (به آلمانی: Parkfriedhof Junkerberg) منتقل شد. بازطراحی این گورستان و تبدیل آن به پارک، بارها مورد بحث قرار گرفته، اما هنوز انجام نشده‌است.
در مرکز این گورستان حدود ۱٫۰۰۰ قبر یادبود قربانیان جنگ وجود دارد. همچنین یک گورستان قدیمی و کوچک یهودی در ضلع شمال غربی این گورستان وجود دارد که پیشینهٔ آن به سال ۱۸۴۳ بازمی‌گردد.

## قبور
- ماکس برن
- اتو هان
- ماکس فون لائو
- والتر نرنست
- ماکس پلانک
- اوتو والاخ
- آدولف وینداوس
- ریچارد ژیگموندی
- مانفرد آیگن

برندگان جایزه نوبل که در اینجا دفن شده‌اند:
- ماکس برن، فیزیک ۱۹۵۴[۳]
- اتو هان، شیمی ۱۹۴۴[۳]
- ماکس فون لائو، فیزیک ۱۹۱۴[۳]
- والتر نرنست، شیمی ۱۹۲۰[۳]
- ماکس پلانک، فیزیک ۱۹۱۸[۳]
- اوتو والاخ، شیمی ۱۹۱۰[۳]
- آدولف وینداوس، شیمی ۱۹۲۸[۳]
- ریچارد ژیگموندی، شیمی ۱۹۲۵[۳]
- مانفرد آیگن، شیمی ۱۹۶۷[۴]

- فریدریش کارل آندرئاس و لو آندرئاس سالومه
- داویت هیلبرت
- رودولف فن ایرینگ
- کارل شوارتزشیلد
- ویلهلم ادوارد وبر
- کنرات زیگلر

علاوه بر این، این گورستان مدفن افراد برجستهٔ زیر است:
- فریدریش کارل آندرئاس، ایران‌شناس
- لو آندرئاس سالومه، روانکاو
- گئورگه فریدریک کالسو، سیاستمدار، شهردار گوتینگن[۳]
- هرمان فوئگه، وکیل و سیاستمدار[۳]
- داویت هیلبرت ریاضی‌دان
- برونو کارل آگوست یونگ، وکیل، سیاستمدار[۳]
- گوتفرید یونگمیشل، سیاستمدار و استاد دانشگاه[۳]
- والترr میرهوف، وکیل و سیاستمدار[۳]
- کارل شوارتزشیلد، اخترشناس و فیزیک‌دان[۵]
- ویلهلم ادوارد وبر، فیزیک‌دان[۶]
- کنرات زیگلر، درستکار در میان ملل[۳]